# Sumski Państwowy Uniwersytet Pedagogiczny im. Antona Makarenki
Sumski Państwowy Uniwersytet Pedagogiczny im. Antona Makarenki (ukr. Сумський державний педагогічний університет імені А. С. Макаренка, КНТУ) – ukraińska szkoła wyższa w Sumach, jeden z najstarszych uniwersytetów w mieście. Kształcenie prowadzone jest w 26 specjalnościach i 35 specjalizacjach na 4 fakultetach i 3 instytutach. 28 grudnia 1924 zostały organizowane 3-letnie Sumskie Wyższe Kursy Nauczycielskie (ukr. трирічні Сумські вищі учительські курси). Z czasem Kursy zostały przemianowane na Sumski Technikum Pedagogiczny (ukr. Сумський педагогічний технікум). W 1930 roku Technikum został reorganizowany na Sumski Instytut Wychowania Społecznego (ukr. Сумський інститут соціального виховання), w 1933 roku przemianowany na Sumski Państwowy Instytut Pedagogiczny (ukr. Сумський державний педагогічний інститут). W 1957 uczelnia otrzymała w nazwie imię Antona Makarenki. Dopiero w październiku 1999 roku otrzymał obecną nazwę.